# Yassin El Maftahi
Yassin El Maftahi (en arabe : ياسين المفتاحي), né à Tétouan (Maroc), est un joueur de futsal international marocain.

## Biographie

### Carrière en club
Yassin El Maftahi naît à Tétouan et grandit dans les quartiers de Fnideq. Il fait ses études à l'Université Abdelmalek Essaadi[source secondaire souhaitée].
Lors de ses jeunes années, il est passionné au football et se rend régulièrement aux matchs du Moghreb de Tétouan et le FC Chaouen Futsal jusqu'en fin 2017, lorsqu'il intègre lui même les espoirs de l'Ajax Tétouan, club ayant l'équipe première évoluant en D1 marocaine[source secondaire souhaitée].
En 2021, il signe à l'AS Martil, club fraîchement promu en D1 marocaine.
En 2023, il s'engage au Chabab Alami de Tanger.

### Carrière internationale
Le 8 novembre 2020, il dispute son premier match avec l'équipe du Maroc à l'occasion d'un match amical contre l'Ouzbékistan (victoire, 3-1),. Le 30 janvier 2021, il dispute son deuxième match, à l'occasion d'un match amical contre le Panama (victoire, 6-1). Quelques mois plus tard, en mai 2021, il rejoint Le Caire en Égypte pour disputer le Championnat arabe des nations de futsal, qu'il remporte sans pour autant disputer de minute de jeu.
En décembre 2021, il appelé pour un stage de préparation avec la sélection marocaine au Complexe Mohammed VI de football,.
En décembre 2023, il est de nouveau appelé pour une double confrontation contre l'Ouzbékistan à Tachkent. Il ne dispute aucune minute de jeu.
En juin 2024, il est convoqué par Hicham Dguig pour un stage de préparation à Salé,,. Il obtient ainsi sa première sélection avec l'équipe A du Maroc, le 1re août 2024, lors d'un match amical contre l'équipe de Pologne de futsal (victoire, 4-3). Deux jours plus tard, il dispute le deuxième match contre la Pologne (victoire, 3-1). Plus tard, en août, il est sélectionné pour participer à la Coupe du monde de futsal en Ouzbékistan.

## Statistiques

### En sélection
Le tableau suivant liste les rencontres de l'équipe du Maroc auxquelles Yassin El Maftahi a pris part depuis le 1re août 2024 :

## Palmarès
- 2020 : Vainqueur du tournoi international de Poreč[13]
- 2021 : Vainqueur du Championnat arabe des nations de futsal[14]